# Cinderella Jones

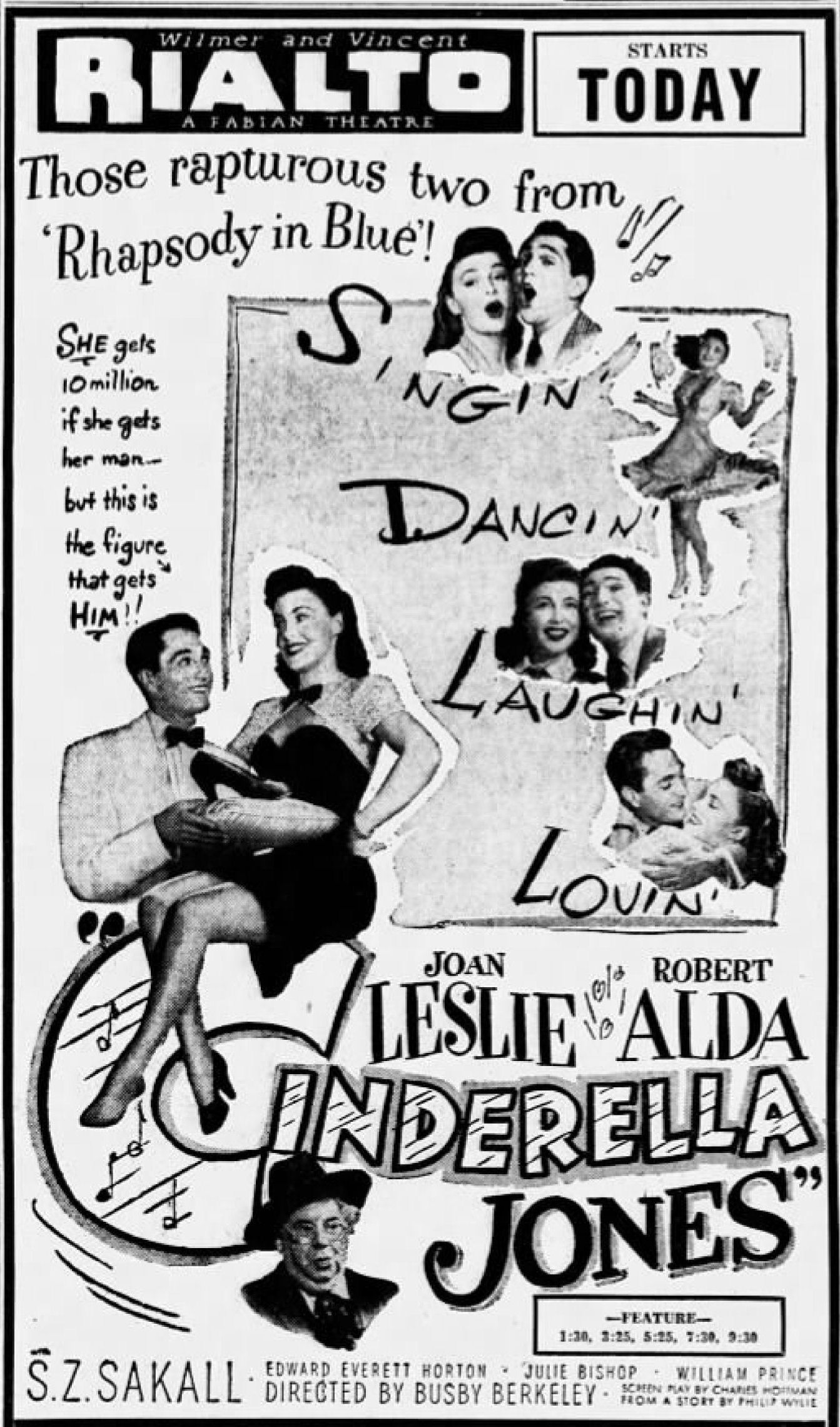

Cinderella Jones é um filme de comédia musical de 1946 dirigido por Busby Berkeley e estrelado por Joan Leslie, Robert Alda, Julie Bishop, William Prince, S. Z. Sakall e Edward Everett Horton.